# Plainview (Texas)
Plainview és una població dels Estats Units a l'estat de Texas. Segons el cens del 2000 tenia 22.336 habitants.

## Demografia
Segons el cens del 2000, Plainview tenia 22.336 habitants, 7.626 habitatges, i 5.666 famílies. La densitat de població era de 625,8 habitants/km².
Dels 7.626 habitatges en un 40,1% hi vivien nens de menys de 18 anys, en un 57,2% hi vivien parelles casades, en un 13% dones solteres, i en un 25,7% no eren unitats familiars. En el 22,7% dels habitatges hi vivien persones soles l'11,2% de les quals corresponia a persones de 65 anys o més que vivien soles. El nombre mitjà de persones vivint en cada habitatge era de 2,82 i el nombre mitjà de persones que vivien en cada família era de 3,33.
Per edats la població es repartia de la següent manera: un 31% tenia menys de 18 anys, un 11,5% entre 18 i 24, un 26% entre 25 i 44, un 18% de 45 a 60 i un 13,5% 65 anys o més.
L'edat mediana era de 31 anys. Per cada 100 dones de 18 o més anys hi havia 86,7 homes.
La renda mediana per habitatge era de 31.551 $ i la renda mediana per família de 35.215 $. Els homes tenien una renda mediana de 26.434 $ mentre que les dones 19.888 $. La renda per capita de la població era de 13.791 $. Aproximadament el 15% de les famílies i el 19,1% de la població estaven per davall del llindar de pobresa.

## Poblacions més properes
El següent diagrama mostra les poblacions més properes.